# 宇城市
宇城市（うきし）は、熊本県下の人口約5万6000人の市である。平成の大合併期の2005年（平成17年）1月15日に宇土郡三角町・不知火町と下益城郡松橋町・小川町・豊野町が合併して新設された。市名は、宇土市・宇土郡・下益城郡を合わせた県央地域の以前からの呼称である「宇城」に由来する。

## 地理

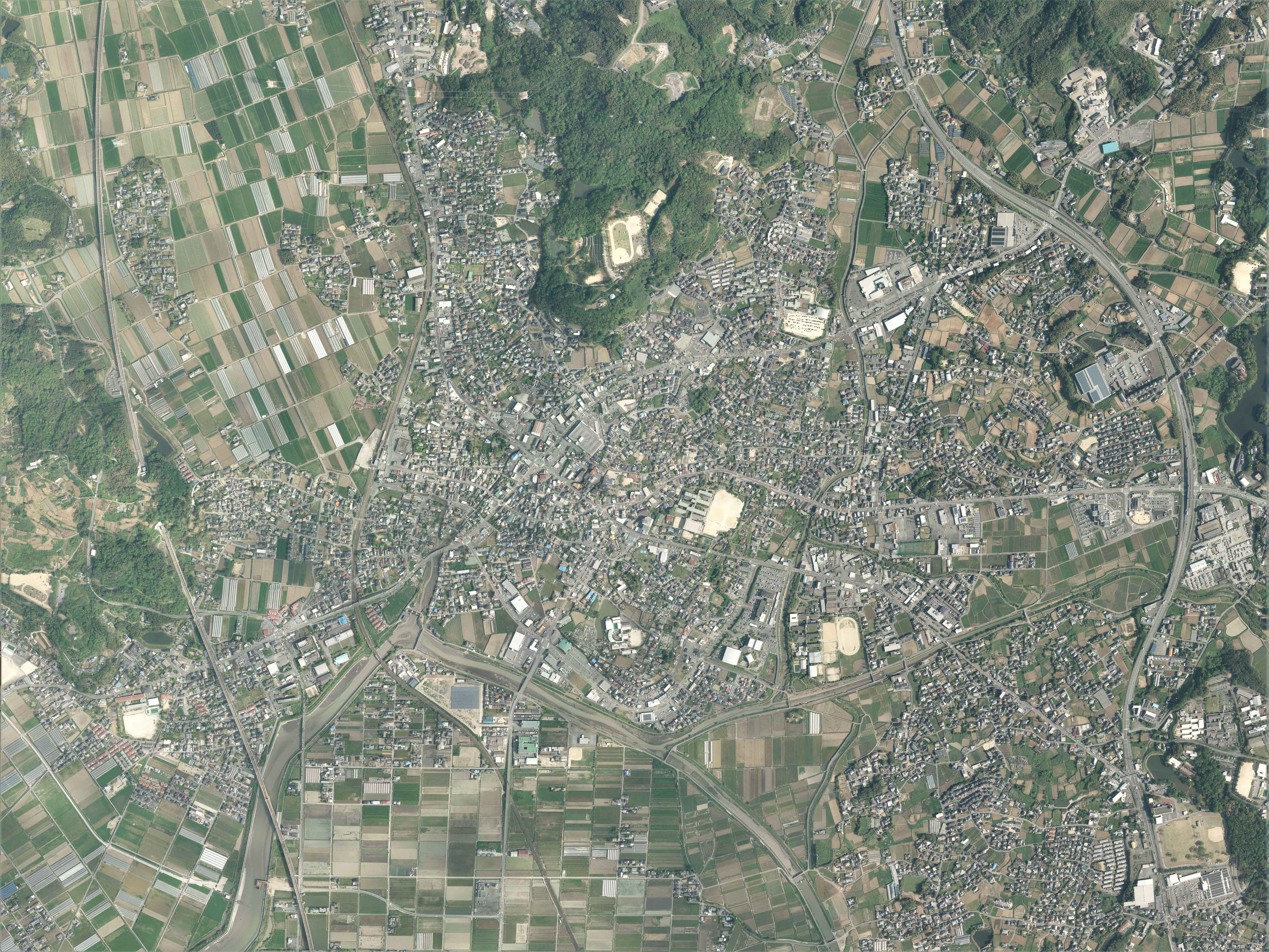
市役所のある松橋地区の空中写真。
2016年4月16日撮影の8枚を合成作成。。

熊本県の中央部に位置し、八代海北部沿岸から東の内陸部、宇土半島の南側・西側および半島西端部の南にある戸馳島をも市域とする。東西に長くて約31.2km、南北は約13.7キロkmである。
熊本市中心部から南へ約15kmの、旧松橋町を中心として南の旧小川町、西の旧不知火町にまたがるエリアに生活雑貨店、飲食店、遊楽街を形成している。市街から離れた東の旧豊野町、西端の旧三角町エリアは緑のあふれる農業地域である。
国道3号と九州自動車道が市域を南北に貫通しており、自動車道には松橋インターチェンジからアクセスできる。
旧三角町エリアの三角港は、かつて熊本県の海の玄関口、天草諸島へ向かう航路の出発地として栄えた歴史があり、うち明治時代に築かれた三角西港は「明治の三大築港」の一つに数えられ、世界文化遺産「明治日本の産業革命遺産 製鉄・製鋼、造船、石炭産業」の構成要素になっている。

### 気候
| 三角（1991年 - 2020年）の気候      | 三角（1991年 - 2020年）の気候 | 三角（1991年 - 2020年）の気候 | 三角（1991年 - 2020年）の気候 | 三角（1991年 - 2020年）の気候 | 三角（1991年 - 2020年）の気候 | 三角（1991年 - 2020年）の気候 | 三角（1991年 - 2020年）の気候 | 三角（1991年 - 2020年）の気候 | 三角（1991年 - 2020年）の気候 | 三角（1991年 - 2020年）の気候 | 三角（1991年 - 2020年）の気候 | 三角（1991年 - 2020年）の気候 | 三角（1991年 - 2020年）の気候 |
| 月                                 | 1月                           | 2月                           | 3月                           | 4月                           | 5月                           | 6月                           | 7月                           | 8月                           | 9月                           | 10月                          | 11月                          | 12月                          | 年                            |
| ---------------------------------- | ----------------------------- | ----------------------------- | ----------------------------- | ----------------------------- | ----------------------------- | ----------------------------- | ----------------------------- | ----------------------------- | ----------------------------- | ----------------------------- | ----------------------------- | ----------------------------- | ----------------------------- |
| 最高気温記録 °C （°F）             | 20.8 (69.4)                   | 23.9 (75)                     | 26.1 (79)                     | 29.9 (85.8)                   | 31.8 (89.2)                   | 36.0 (96.8)                   | 37.8 (100)                    | 38.4 (101.1)                  | 36.8 (98.2)                   | 32.9 (91.2)                   | 28.8 (83.8)                   | 24.8 (76.6)                   | 38.4 (101.1)                  |
| 平均最高気温 °C （°F）             | 10.3 (50.5)                   | 11.7 (53.1)                   | 15.1 (59.2)                   | 20.4 (68.7)                   | 24.9 (76.8)                   | 27.1 (80.8)                   | 31.1 (88)                     | 32.6 (90.7)                   | 28.9 (84)                     | 23.8 (74.8)                   | 18.1 (64.6)                   | 12.6 (54.7)                   | 21.4 (70.5)                   |
| 日平均気温 °C （°F）               | 6.8 (44.2)                    | 7.7 (45.9)                    | 10.8 (51.4)                   | 15.4 (59.7)                   | 19.7 (67.5)                   | 22.9 (73.2)                   | 26.7 (80.1)                   | 27.8 (82)                     | 24.6 (76.3)                   | 19.7 (67.5)                   | 14.2 (57.6)                   | 8.9 (48)                      | 17.1 (62.8)                   |
| 平均最低気温 °C （°F）             | 3.5 (38.3)                    | 4.1 (39.4)                    | 7.0 (44.6)                    | 11.3 (52.3)                   | 15.8 (60.4)                   | 19.9 (67.8)                   | 23.8 (74.8)                   | 24.6 (76.3)                   | 21.6 (70.9)                   | 16.3 (61.3)                   | 10.8 (51.4)                   | 5.6 (42.1)                    | 13.7 (56.7)                   |
| 最低気温記録 °C （°F）             | −4.6 (23.7)                   | −4.6 (23.7)                   | −2.7 (27.1)                   | 2.5 (36.5)                    | 8.2 (46.8)                    | 13.6 (56.5)                   | 17.7 (63.9)                   | 19.3 (66.7)                   | 12.3 (54.1)                   | 6.0 (42.8)                    | 1.8 (35.2)                    | −2.2 (28)                     | −4.6 (23.7)                   |
| 降水量 mm （inch）                 | 59.8 (2.354)                  | 79.6 (3.134)                  | 113.9 (4.484)                 | 136.3 (5.366)                 | 154.3 (6.075)                 | 402.4 (15.843)                | 318.1 (12.524)                | 181.6 (7.15)                  | 174.1 (6.854)                 | 99.8 (3.929)                  | 84.9 (3.343)                  | 64.5 (2.539)                  | 1,869.2 (73.591)              |
| 平均降水日数 （≥1.0 mm）           | 7.3                           | 8.4                           | 10.5                          | 10.1                          | 9.5                           | 15.0                          | 11.3                          | 9.6                           | 9.1                           | 7.0                           | 7.8                           | 7.6                           | 113.0                         |
| 平均月間日照時間                   | 127.8                         | 141.8                         | 169.9                         | 180.6                         | 193.1                         | 126.0                         | 192.5                         | 221.1                         | 182.0                         | 187.8                         | 151.3                         | 138.1                         | 2,012.1                       |
| 出典1：Japan Meteorological Agency |                               |                               |                               |                               |                               |                               |                               |                               |                               |                               |                               |                               |                               |
| 出典2：気象庁                      |                               |                               |                               |                               |                               |                               |                               |                               |                               |                               |                               |                               |                               |

### 隣接している自治体・行政区
- 熊本市（南区）
- 宇土市
- 八代市
- 上天草市
- 上益城郡甲佐町
- 下益城郡美里町
- 八代郡氷川町

## 地域

### 人口
| |                                        |  |
| 宇城市と全国の年齢別人口分布（2005年） | 宇城市の年齢・男女別人口分布（2005年） |  |
| ■紫色 ― 宇城市 ■緑色 ― 日本全国 | ■青色 ― 男性 ■赤色 ― 女性              |  |
| 宇城市（に相当する地域）の人口の推移 \| 1970年（昭和45年） \| 61,766人 \| \| \| 1975年（昭和50年） \| 61,448人 \| \| \| 1980年（昭和55年） \| 62,412人 \| \| \| 1985年（昭和60年） \| 63,662人 \| \| \| 1990年（平成2年） \| 63,401人 \| \| \| 1995年（平成7年） \| 64,008人 \| \| \| 2000年（平成12年） \| 63,968人 \| \| \| 2005年（平成17年） \| 63,089人 \| \| \| 2010年（平成22年） \| 61,878人 \| \| \| 2015年（平成27年） \| 59,766人 \| \| \| 2020年（令和2年） \| 57,032人 \| \| |                                        |  |
| 総務省統計局 国勢調査より |                                        |  |
| 1970年（昭和45年） | 61,766人                               |  |
| 1975年（昭和50年） | 61,448人                               |  |
| 1980年（昭和55年） | 62,412人                               |  |
| 1985年（昭和60年） | 63,662人                               |  |
| 1990年（平成2年） | 63,401人                               |  |
| 1995年（平成7年） | 64,008人                               |  |
| 2000年（平成12年） | 63,968人                               |  |
| 2005年（平成17年） | 63,089人                               |  |
| 2010年（平成22年） | 61,878人                               |  |
| 2015年（平成27年） | 59,766人                               |  |
| 2020年（令和2年） | 57,032人                               |  |

### 地名
全域が旧町名のあとに従来の大字を続けている。
三角町
- 大田尾
- 波多
- 三角浦
- 郡浦(旧郡浦村)
- 中村(旧郡浦村)
- 前越(旧郡浦村)
- 戸馳(旧戸馳村)
- 大口(旧大岳村)
- 里浦(旧大岳村)
- 手場(旧大岳村)

不知火町
- 永尾(旧松合町)
- 大見(旧松合町)
- 松合(旧松合町)
- 浦上(旧不知火村)
- 柏原(旧不知火村)
- 亀松(旧不知火村)
- 高良(旧不知火村)
- 小曽部(旧不知火村)
- 御領(旧不知火村)
- 長崎(旧不知火村)

松橋町
- 松橋
- 浦川内(旧当尾村)
- 大野(旧当尾村)
- 久具(旧当尾村)
- 古保山(旧当尾村)
- 萩尾(旧当尾村)
- 曲野(旧当尾村)
- 浅川(旧豊川村)
- 砂川(旧豊川村)
- 豊崎(旧豊川村)
- 東松崎(旧豊川村)
- 南豊崎(旧豊川村)
- 御船(旧豊川村)
- 内田(旧豊福村)
- 竹崎(旧豊福村)
- 豊福(旧豊福村)
- 西下郷(旧豊福村)
- 両仲間(旧豊福村)
- 松山(旧宇土町)
- きらら1丁目〜3丁目(2003年、松橋・大野から分立)

小川町
- 小川
- 西北小川
- 東小川
- 南小川
- 北海東(旧海東村)
- 西海東(旧海東村)
- 東海東(旧海東村)
- 南海東(旧海東村)
- 江頭(旧河江村)
- 川尻(旧河江村)
- 北新田(旧河江村)
- 河江(旧河江村)
- 新田(旧河江村)
- 新田出(旧河江村)
- 住吉(旧河江村)
- 南新田(旧河江村)
- 北小野(旧小野部田村)
- 北部田(旧小野部田村)
- 中小野(旧小野部田村)
- 南小野(旧小野部田村)
- 南部田(旧小野部田村)
- 不知火(1973年、干拓地より発足)

豊野町
- 糸石
- 上郷
- 下郷
- 巣林
- 中間
- 安見
- 山崎

## 歴史

### 近現代
- 1874年（明治7年） - 亀松村・西松崎村→亀松村
- 1879年（明治12年） - 南新田村・新田村・住吉村・新田出村・川尻村→南新田村
- 1889年（明治22年）4月1日 - 町村制施行により、現在の市域にあたる以下の村が発足。
  - 宇土郡
    - 大田尾村（一村単独村政）
    - 三角浦村（一村単独村政）
    - 波多村（一村単独村政）
    - 中村（中村、前越村）
    - 郡浦村（一村単独村政）
    - 戸馳村（一村単独村政）
    - 大岳村（里浦村、大口村、手場村）
    - 長崎村（長崎村、亀松村）
    - 不知火村（浦上村、御領村、柏原村、小曽部村、伊牟田村）
    - 高良村（一村単独村政）
    - 松合村（松合村、大見村、永尾村）

  - 下益城郡
    - 松橋町（松橋村）
    - 当尾村（浦川内村、曲野村、古保山村、萩尾村、久具村、大野村）
    - 豊福村（豊福村、内田村、両仲間村、西下郷村、竹崎村）
    - 豊川村（浅川村、御船村、豊崎村、南豊崎村、東松崎村、砂川村）
    - 小川町（小川村、西北小川村、東小川村、南小川村）
    - 河江村（南新田村、北新田村、江頭村、河江村）
    - 小野部田村（中小野村、北小野村、東小野村、南部田村、北部田村）
    - 海東村（東海東村、西海東村、北海東村、南海東村）
    - 豊野村（安見村、山崎村、下郷村、中間村、上郷村、糸石村、巣林村）
- 1899年（明治32年）3月30日
  - 【新設合併】大田尾村・三角浦村・波多村→三角村
  - 【新設合併】長崎村・不知火村・高良村→不知火村
- 1899年（明治32年）4月1日 - 【編入】中村→郡浦村へ
- 1902年（明治35年）9月26日 - 【町制施行】三角村→三角町
- 1916年（大正5年）5月1日 - 【町制施行】松合村→松合町
- 1954年（昭和29年）10月1日 - 【一部編入】不知火村大字伊無田→宇土市へ
- 1954年（昭和29年）12月1日 - 【新設合併】松橋町・当尾村・豊福村・豊川村→松橋町
- 1955年（昭和30年）2月1日 - 【新設合併】三角町・郡浦村・戸馳村・大岳村→三角町
- 1955年（昭和30年）4月1日 - 【新設合併】河江村・小野部田村→益南村
- 1956年（昭和31年）9月30日 - 【新設合併】不知火村・松合町→不知火町
- 1958年（昭和33年）3月31日 - 【新設合併】小川町・益南村・海東村→小川町
- 1990年（平成2年）3月1日 - 下益城郡松橋町と同郡豊野村が境界変更。
- 1999年（平成11年）9月24日 - 台風18号が県内に上陸。不知火町では高潮被害で12人の死者を出す。
- 2000年（平成12年）7月1日 - 【町制施行】豊野村→豊野町
- 2005年（平成17年）1月15日 - 【新設合併・市制施行】宇土郡三角町・不知火町、下益城郡松橋町・小川町・豊野町→宇城市(これにより、宇土郡が消滅。)

### 市名の由来
一般公募によるもの。最終候補として「宇城」「うき」「中九州」「肥後」に絞られたが、宇土市・宇土郡・下益城郡は総称して「宇城地区」と呼ばれており、馴染み深いということで「宇城市」となった。

## 行政

### 市役所
- 市長
  - 初代：阿曽田清（2005年2月27日 - 2009年2月26日、1期）
  - 2代：篠﨑鐵男（2009年2月27日 - 2013年2月26日、1期）
  - 3代：守田憲史（2013年2月27日 - 2025年2月26日、3期）
  - 4代：末松直洋（2025年2月27日 - 現職、1期目）
- 市議会議員 22人[2]
- 広域連合 - 宇城広域連合

#### 宇城市の公共施設
- 宇城市立図書館
  - 宇城市立中央図書館
  - 宇城市立中央図書館三角分館
  - 宇城市立中央図書館小川分館
  - 宇城市立中央図書館豊野分館
- 宇城市不知火美術館
- 防災拠点センター

### 国の機関
- 熊本労働局宇城公共職業安定所（松橋町）
- 第十管区海上保安本部熊本海上保安部（三角町）
- 宇城簡易裁判所（三角町）

### 県の機関
- 宇城地域振興局（松橋町）
- こども総合療育センター（松橋町）
- 宇城警察署（松橋町）
- 三角港管理事務所（三角町）

## 経済
2007年度の市内総生産は1869億円である。これはモルディブやブータンの国内総生産よりも大きい。

### 宇城市に本社を置く主要企業
- プレシード
- 松合食品
- 火乃国食品工業株式会社
- 杉本本店
- 肥後葬祭
- 中九州観光
- 藤本鬼瓦製作所

## 交通

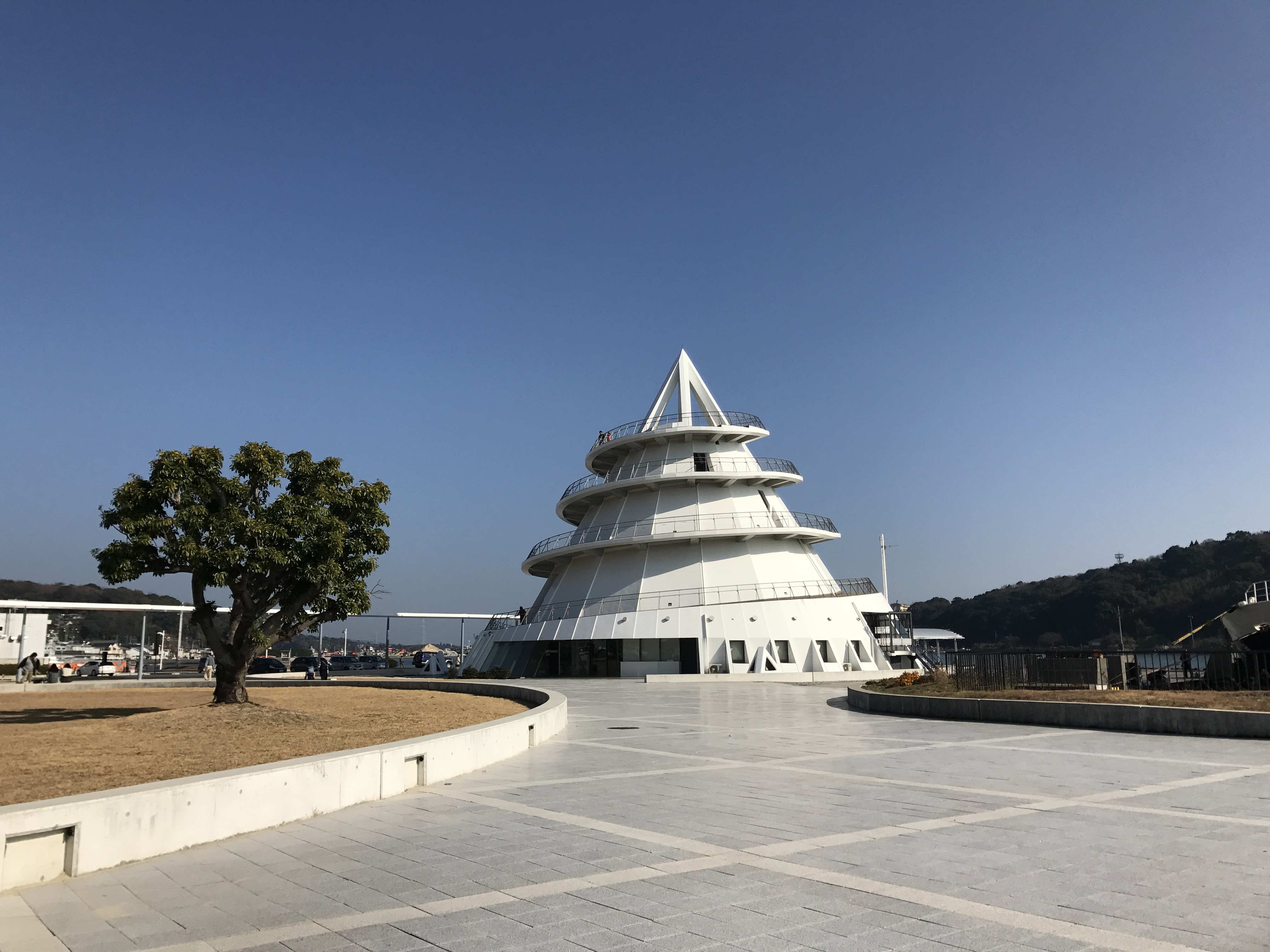
三角港フェリーターミナル (東港)

### 鉄道路線
市の中心となる駅：松橋駅
九州旅客鉄道（JR九州）
- ■鹿児島本線：（宇土市）- 松橋駅 - 小川駅 -（八代市）
- ■三角線：（宇土市）- 石打ダム駅 - 波多浦駅 - 三角駅
- その他､九州新幹線が熊本駅 - 新八代駅間で当市を通過しているが、駅はない。

### バス路線

#### 一般路線バス
- 九州産交バス・産交バス
  - 市内に松橋、三角の両営業所がある。

松橋からは熊本市、八代市、美里町（砥用）などに向けて運行する。
三角からは宇土市、上天草市、天草市・熊本市（快速あまくさ号）方面へ路線が延びる。また、松橋 - 松合 - 三角間の路線もある。
- 熊本バス
  - 松橋駅及び豊野地区から城南町を経て熊本市内への路線があるが便数は少ない。

#### 高速バス
- 九州自動車道
  - 松橋バスストップ（松橋インターチェンジに併設） - 氷川高塚バスストップ[3]

### 道路
高速道路
- 九州自動車道
  - （熊本市南区） - (17)松橋IC - (17-1)宇城氷川スマートIC[3] - （八代郡氷川町）

一般国道
- 国道3号
- 国道57号
- 国道218号
- 国道266号

県道（主要地方道）
- 熊本県道14号八代鏡宇土線
- 熊本県道32号小川嘉島線
- 熊本県道52号小川泉線
- 熊本県道58号宇土不知火線

道の駅
- 道の駅不知火
- 道の駅うき

### 港湾
- 三角港（重要港湾） - 2015年、三角西（旧）港が「明治日本の産業革命遺産 製鉄・製鋼、造船、石炭産業」として世界遺産に登録された。
- 天草宝島ライン（シークルーズ）
本渡港 - 前島（上天草市松島町合津） - 三角港（宇城市三角町三角浦） 57分（本渡 - 前島35分、前島 - 三角17分）
- 三角島原フェリー：三角港 - 島原港（2006年8月29日に廃止）

## 教育
2006年度（同年4月から）からは「国際理解教育特区」として
- 「英会話科」の新設（小学校1年～中学校3年）。
- 小中学校9年間を見通した「生活科」「総合的な学習の時間」の中での「伝統・食文化」の学習。
- 中学校の選択教科に「中国語」の導入

に取り組んでいる。また、翌2007年には市内すべての小中学校に前・後期の2学期制を導入した。

### 高等学校
- 熊本県立松橋高等学校
- 熊本県立小川工業高等学校

### 中学校
市立
- 三角中学校
- 不知火中学校
- 松橋中学校
- 小川中学校
- 豊野小中学校

### 小学校
太字の学校は標準服が存在している。
市立
- 三角小学校
- 青海小学校'
- 不知火小学校
- 松橋小学校
- 当尾小学校
- 豊川小学校
- 豊福小学校
- 小野部田小学校
- 河江小学校
- 小川小学校
- 海東小学校
- 豊野小中学校

### 特別支援学校
- 熊本県立松橋支援学校
- 熊本県立松橋西支援学校
- 熊本県立松橋東支援学校

## 名所・旧跡・観光スポット・祭事・催事
- 浄水寺跡（豊野町下郷）
- 御手洗水源（豊野町下郷）
- 郡浦神社（三角町郡浦）
- 守山八幡宮（小川町南部田）
- 豊福阿蘇神社（松橋町豊福）
- 松橋神社（松橋町松橋）

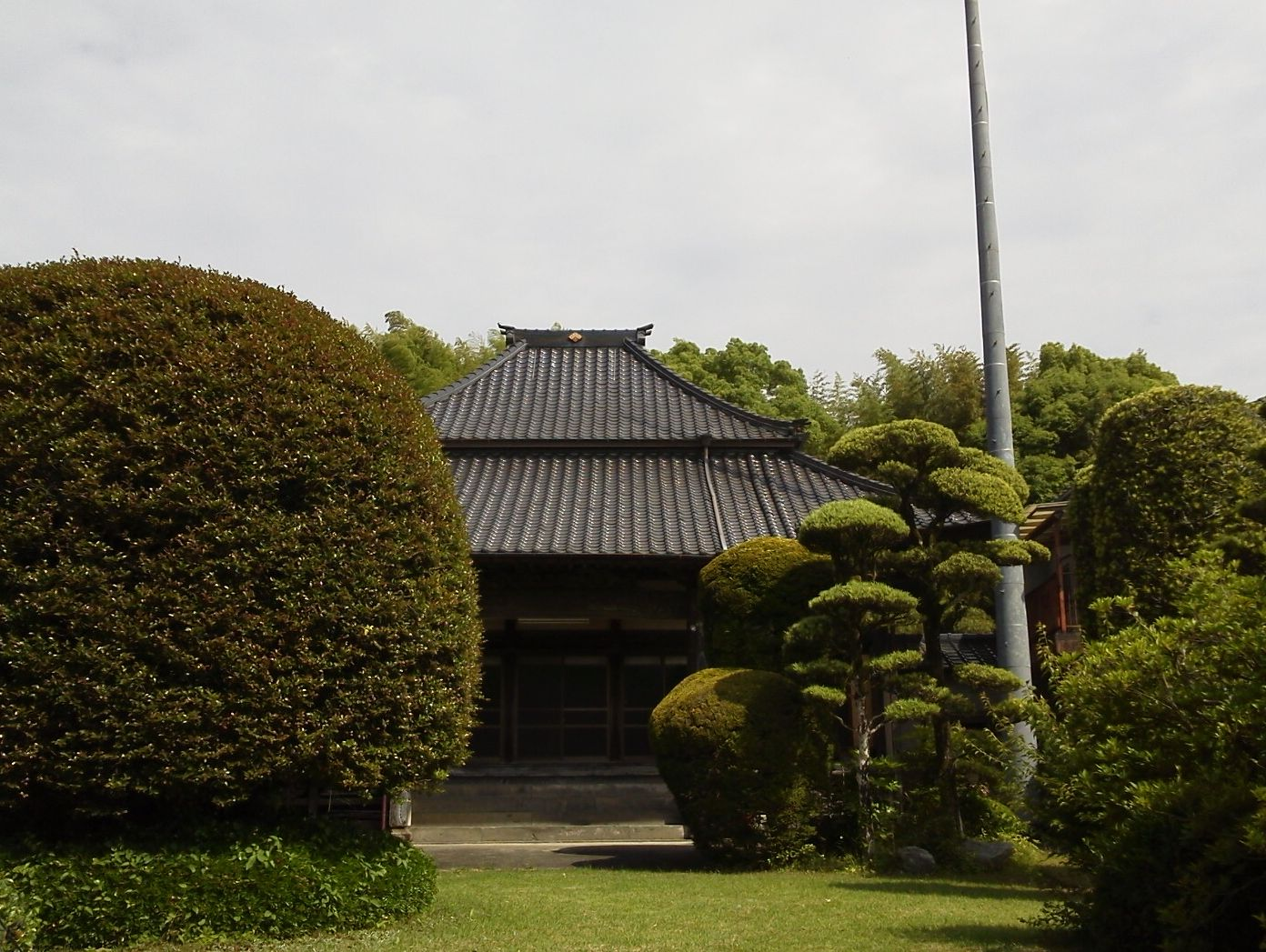
竹崎季長の菩提寺である塔福寺

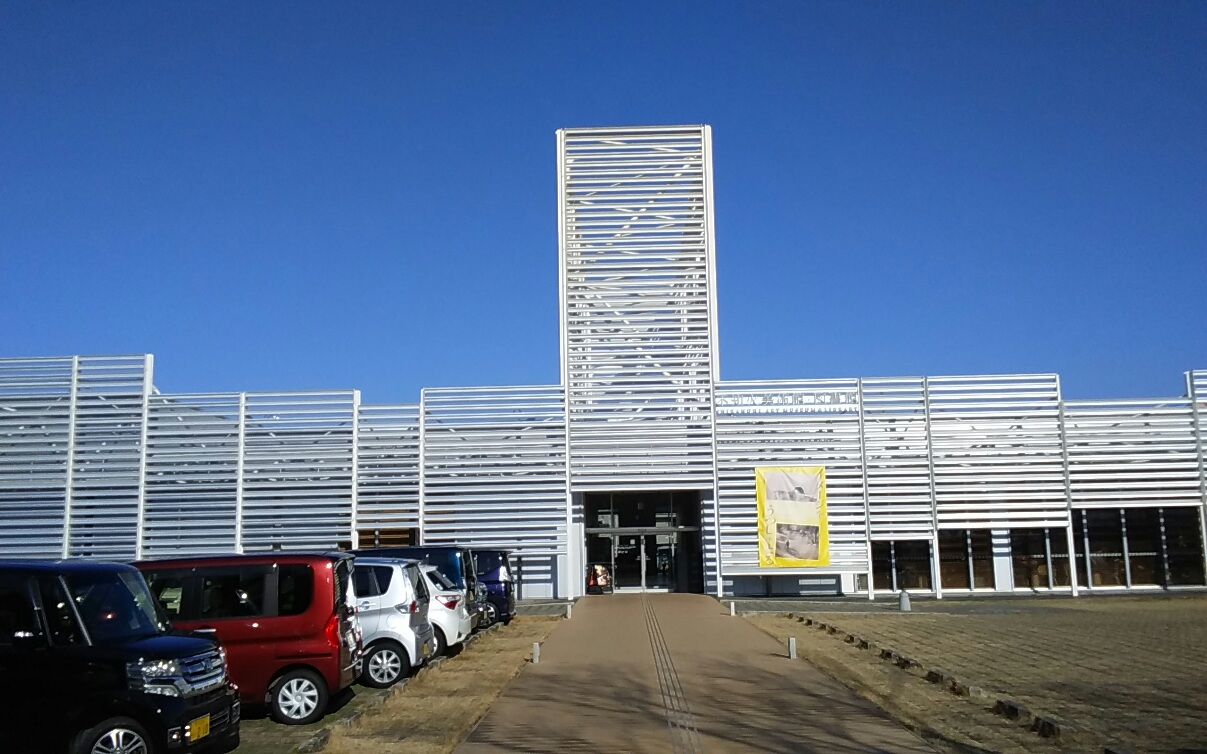
不知火美術館・図書館

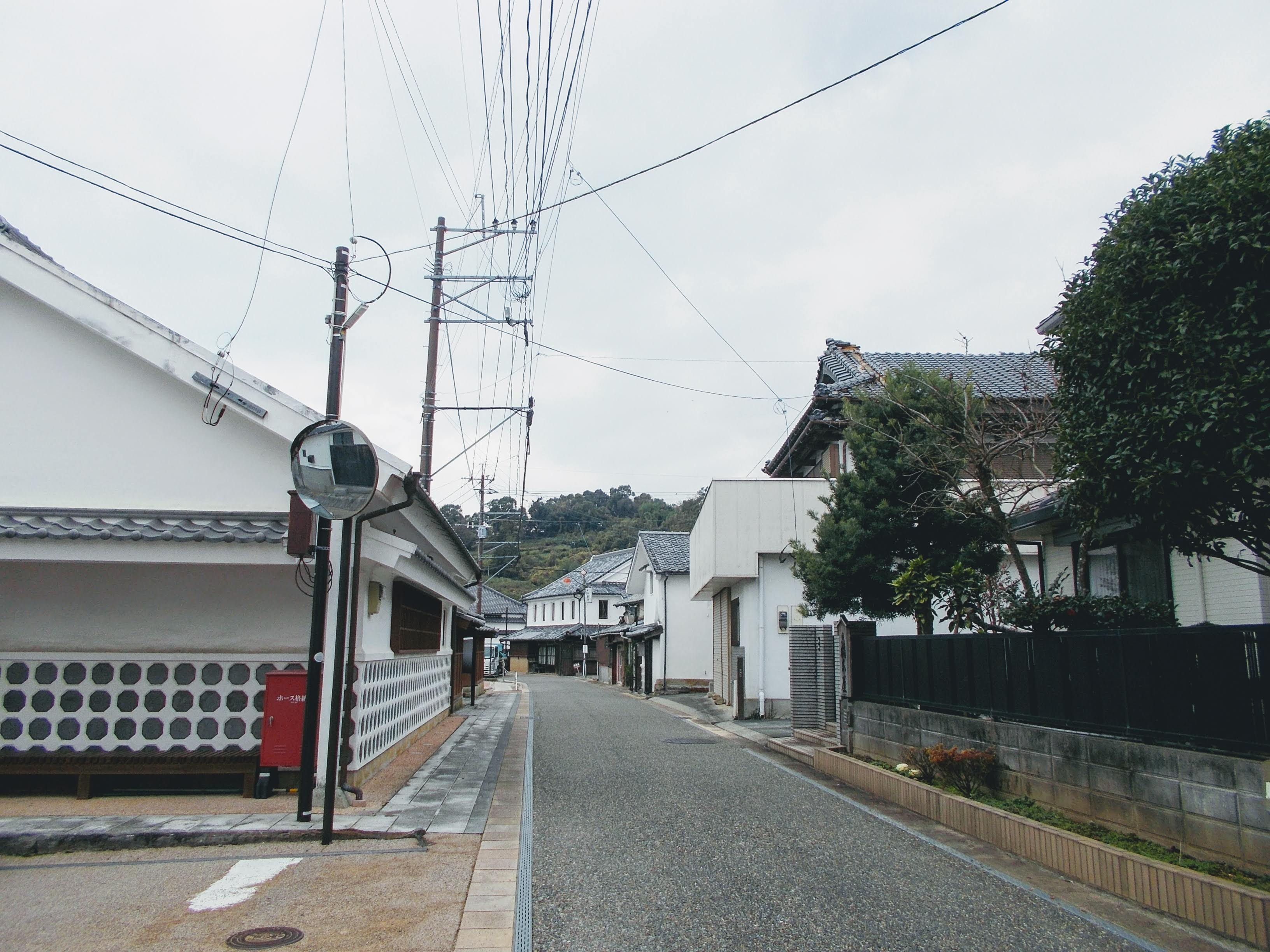
松合土蔵白壁群

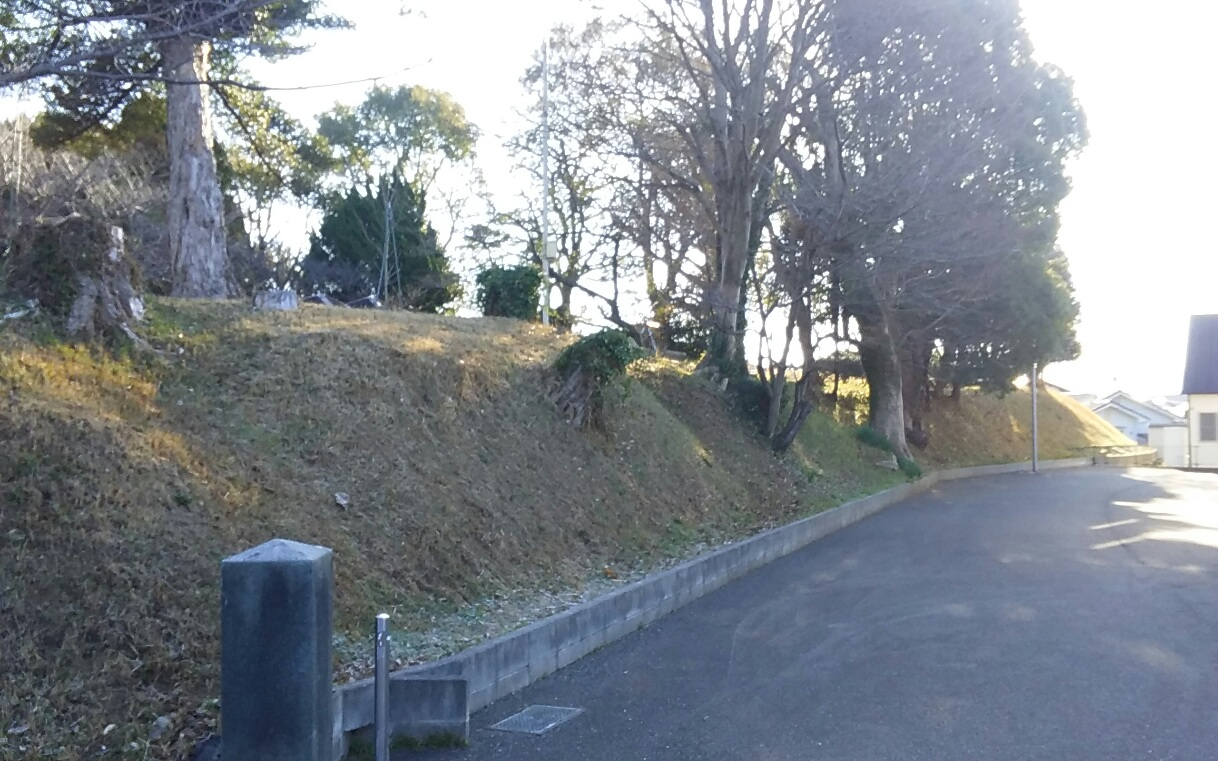
松橋大塚古墳

- 寄田神社（松橋町久具） - 高群逸枝の歌碑。
- 海東阿蘇神社（小川町海東）
- 小川阿蘇神社（小川町小川）
- 永尾神社（不知火町永尾）
- 小熊野神社（豊野町上郷）
- 三宝寺（小川町南部田） - 鉄眼禅師創建の寺院。
- 塔福寺（小川町東海東） - 竹崎季長の菩提寺。
- 正覚寺（小川町西海東）
- 摂取寺（小川町北部田）
- 妙法寺（不知火町）
- 岡岳山（松橋町松山）
- みすみフラワーアイランド（三角町戸馳）
- 若宮海水浴場（三角町戸馳）
- 大田尾海水浴場（三角町大田尾）
- チンパンジー・サンクチュアリ・宇土（三角町大田尾）
- 三角西港 - 明治日本の産業革命遺産
  - 石積埠頭（三角町西港）
  - 旧高田回漕店（三角町西港）
  - 法の館（三角町西港）
  - ムルドルハウス（三角町西港）
  - 三角西港築港記念館（三角町西港）
  - 龍驤館（三角町西港）
- 天翔台（三角町東港）
- 海のピラミッド（三角町東港）
- みすみフィッシャーマンズワーフ（三角町東港）
- 石打ダム親水公園（三角町波多）
- 石打ダム資料館（三角町波多）
- みかん園（三角町波多）
- 金桁鉱泉（三角町郡浦）
- 小田良古墳（三角町小田良）
- 大見石畳公園（不知火町大見）
- 松合土蔵白壁群（不知火町松合）
- 松合郷土資料館（不知火町松合）
- 松合ビジターセンター（不知火町松合）
- まっちゃ朝市（不知火町松合、毎月第3日曜日）
- 不知火（不知火町永尾） - 八代海で起きる蜃気楼
- 海の火まつり｛旧暦8月1日（八朔）の前日｝
- 不知火温泉ふるさと交流センター - ロマンの湯（道の駅不知火に併設）
- 不知火美術館（不知火町高良）
- 松橋大塚古墳（松橋町前田）

## 出身著名人
太字は故人

### 政治家・官僚・軍人
- 園田清充（元参議院議員、元国土庁長官）
- 寺本広作（元熊本県知事）
- 沢田一精（第3代熊本県知事・元参議院議員）
- 中島隆利（元衆議院議員、元八代市長）
- 稗方弘毅（元秋田県知事）
- 蔵原敏捷（元和歌山県知事）
- 阿曽田清（初代宇城市長、元参議院議員）
- 篠崎鉄男（第2代宇城市長）
- 守田憲史（第3代宇城市長）
- 元松茂樹（第5代宇土市長）
- 大島一博（厚生労働官僚）
- 竹崎季長（鎌倉幕府御家人）
- 森田徹（陸軍少将。ノモンハンで戦死）
- 清原康平（陸軍軍人）
- 吉岡範策（海軍中将）
- 岩辺季貴（海軍中将）
- 鍋島俊策（海軍少将）

### 文化・教育
- 福田令寿（医師・教育者・社会事業者）
- 高群逸枝（詩人・民俗学者）
- 松田喜一（農業研究者、教育者）
- 宮本研（劇作家）
- 濱田玄達（東大教授。日本の産婦人科学の始祖）
- 松浦有志太郎（医学博士）
- 鋳方末彦（農学博士）
- 遠山啓（数学者）
- 中山義崇（崇城大学創設）
- 高濱和夫（熊本大学薬学部学部長）
- 村崎政昶（日本画家）
- 野田英夫（洋画家）
- マナブ間部（画家）
- 塔本シスコ（画家）
- 野田哲也（版画家。東京芸術大学教授）
- 河野浅八（かわの あさはち：Kono Asahachi）（写真家）
- 秋岡芳夫（工業デザイナー）
- 長谷川櫂（俳人）
- 稲葉稔（小説家）
- 御船千鶴子（超能力者として紹介された人）

### 芸能・音楽
- 華鳥礼良（元宝塚歌劇団星組娘役）
- 中上真亜子（タレント）
- 岩清水愛（ローカルタレント）
- 高橋よしえ（ローカルタレント）
- アイ寛美（ミュージシャン、元アラジン）
- 際田まみ（シンガーソングライター）
- 景井ひな（Tiktoker、タレント）

### マスコミ
- 水本光任（サンパウロ新聞社長）
- 池田達郎（NHKアナウンサー）
- 清原憲一（元RKKアナウンサー）
- 石井隆広（NHKアナウンサー）
- 平山訓（熊本初の女性新聞記者）

### スポーツ
- 吉本亮（元プロ野球選手）
- 井場友和（元プロ野球選手）
- 今井譲二（元プロ野球選手）
- 山森雅文（元プロ野球選手）
- 三浦真一郎（元プロ野球審判員）
- 礒貝洋光（元プロサッカー選手、元プロゴルファー）
- 落合正幸（元プロサッカー選手）
- 蔵田岬平（プロサッカー選手）
- 田中英雄（プロサッカー選手）
- 巻誠一郎（プロサッカー選手）
- 巻佑樹（元プロサッカー選手）
- 米原秀亮（プロサッカー選手）
- 平岡和徳（サッカー指導者、熊本県立大津高等学校サッカー部監督）
- 豊永志帆（女子プロゴルファー）
- 上村春樹（柔道家）
- 緒方亜香里（柔道家）
- 中川善雄（ハンドボール選手）
- 巻加理奈（ハンドボール選手）
- 川上優子（元陸上競技選手）
- 田浦英理歌（陸上競技選手）
- 式守伊之助 (26代)（大相撲立行司）
- 吉澤一喜（武道家）

### 宗教家
- 大智禅師（鳳儀山聖護寺の開祖）
- 鉄眼道光（黄檗宗の禅僧）
- 能令速満（宗教家）
- 藤岡覚音（宗教家）
- 藤井一瓠（教育家・神職）

## ゆかりのある著名人
★は故人
- 白石通泰（鎌倉幕府御家人）★
- 篠原重之（戦国武将木村重成の弟）★
- 柏原太郎左衛門（江戸時代前期の貿易商）★
- 坂本寧（洋画家、医師）